# Palacio Doria-Pamphili
El palacio Doria-Pamphili o palacio Doria es un edificio monumental italiano, residencia de la familia Doria-Pamphili, situado entre la via del Corso, la plaza del Collegio Romano, la via della Gatta, via del Plebiscito y el vicolo Doria en Roma, que alberga una importante colección de arte, la Galleria Doria-Pamphili, que incluye pintura, esculturas romanas y objetos decorativos. 

## Historia
El núcleo original del palacio empezó a construirse en la primera mitad del siglo XV por encargo del cardenal Niccolò d'Acciapaccio, pasando después a Fazio Santori que lo cedería al Papa Julio II de la familia Della Rovere, que lo adquirió para cedérselo a su nieto Francesco Maria della Rovere duque de Urbino.
Pasa después a la familia florentina Aldobrandini y en el siglo XVII lo adquiere la familia Pamphili que lo amplía a partir de un proyecto del arquitecto Carlo Maderno, hasta convertirlo en el palacio habitado más importante de Roma, solo superado en grandeza por aquellos edificios que albergan instituciones públicas o embajadas.
La saga de los Doria-Pamphili es el resultado de múltiples alianzas entre familias aristocráticas de toda Italia. Entre sus miembros más ilustres están el almirante Andrea Doria y el papa Inocencio X, popular en España por el retrato que le hizo Velázquez en 1650. 
El Palacio ocupa toda una manzana en el centro de Roma. Su fachada principal domina la Via del Corso no lejos de la Piazza Navona. No hay que confundirlo con el palacio Pamphili, ubicado en la misma plaza y que actualmente es sede de la embajada de Brasil.

## Estancias del palacio
Entre las estancias más llamativas del palacio, destacan la capilla diseñada por Carlo Fontana y sobre todo la Galería de los Espejos, de gusto barroco y que fue modelo a seguir para muchos palacios posteriores. Los grandes espejos que le dan nombre se trajeron de Venecia en el siglo XVIII, cuando estas grandes lunas de vidrio eran carísimas, por su compleja elaboración y por la dificultad que implicaba transportarlas sin que se rompieran. 
El edificio cuenta con un patio central cuadrado, al que se asoma la Galería de los Espejos. Las restantes tres galerías que lo rodean están igualmente decoradas y albergan numerosas pinturas colgadas a varias alturas. 
En otra sala, antaño empleada como salón de baile, se exhiben instrumentos musicales. Otra sala exhibe un trono, pues el palacio llegó a albergar fiestas de rango principesco. Durante la dominación napoleónica, el palacio fue empleado para fiestas en honor de los franceses.
Otra gran sala de doble altura (Sala Aldobrandini) alberga valiosas esculturas de la época imperial romana, y otra (la primera que se visita) está consagrada a los paisajes del siglo XVII, al estilo de Poussin, realizados por Gaspard Dughet.
Las salas visitables se hallan en la planta principal, mientras que las lonjas de la planta baja orientadas a la Via del Corso están ocupadas por comercios. Esta fachada del bloque es la considerada principal y su aspecto actual, de gusto rococó, es producto de una remodelación realizada a principios del siglo XVIII por el arquitecto Gabriele Valvassori. Las formas ondulantes de esta fachada suscitaron críticas en la época neoclásica, si bien se respetaron y constituyen un inusual ejemplo de influencia francesa en Roma. 

## Obras artísticas
Entre las joyas artísticas más valiosas, sobresale el Retrato de Inocencio X de Velázquez, que ha pertenecido a la saga Pamphili (y luego a la Doria-Pamphili) desde que fue pintado. Es seguramente la obra de Velázquez más célebre en los siglos XVIII y XIX, hasta el punto que fue elogiada por el pintor Joshua Reynolds y por el escritor Oscar Wilde como el mejor retrato existente en Roma. Se exhibe en una salita anexa a la Galería de los Espejos, junto con un busto del mismo papa esculpido por Bernini. De manera excepcional, este retrato se exhibió en el Museo del Prado en enero-febrero de 1996.
Este palacio cuenta con dos pinturas magistrales de Caravaggio: Sagrada Familia con ángel músico y La Magdalena llorosa. También se atribuye a este pintor una versión del Juan Bautista con el cordero, obra de la cual hay otra en los Museos Capitolinos.
Joyas claves de la colección son: Retrato doble de Andrea Navaggero y Agostino Beazzano de Rafael, Venus, Marte y Cupido de Paris Bordone, Salomé con la cabeza de san Juan Bautista de Tiziano, Retrato de un caballero de 37 años de Lorenzo Lotto, Paisaje con la huida a Egipto y Susana y los viejos de Annibale Carracci, Erminia halla herido a Tancredo de Guercino y Paisaje de Delfos de Claudio de Lorena. También son relevantes La Anunciación Doria de Filippo Lippi, La Madonna Doria de Parmigianino, El descendimiento de Cristo de Giorgio Vasari, Dido de Dosso Dossi, Lucha de angelotes de Guido Reni, Alegoría de la Virtud de Antonio Allegri da Correggio, un San Jerónimo de José de Ribera y un busto en mármol esculpido por Alessandro Algardi (Retrato de Olimpia Maidalchini Pamphili).
Hay que destacar obras de autores no italianos como Los hipócritas de Quentin Massys, un díptico de Jan Gossaert, Combate naval en el puerto de Nápoles de Pieter Brueghel el Viejo, los paisajes con figuras El Paraíso y La creación de Adán de su hijo Jan Brueghel y La Piedad de Hans Memling.